# HMS Dalarö (V09)
HMS Dalarö (V09) var en vedettbåt i svenska marinen som togs i tjänst 2 oktober 1984. Byggdes på Djupviks varv och är systerfartyg till HMS Sandhamn och HMS Östhammar. Dalarö har under året lopp[när?] fått sin 40 mm kanon utbytt mot en 12,7 mm kulspruta. År 1985 tillfördes systebåten HMS Östhammar KA 3 där hon var bättre anpassad att vara ute längre tid än bevakningsbåtarna. Under första halvan av 1990-talet överfördes fartygen till sjöbevakningen i Malmö som ersättning för de äldre vedettbåtarna av typ II (ombyggda motortorpedbåtar). Där tjänstgjorde fartygen tills de utgick ut tjänst under 2004. HMS Dalarö och HMS Östhammar är numera skänkta till Sjövärnskåren, men Dalarö har inte kunnat rustas till operativt skick och kommer att avvecklas. HMS Östhammar lever vidare i Sjövärnskårens regi som SVK 11 Östhammar med hemmahamn Karlskrona, men normalt utgångsbaserad i Klagshamn. 